# Peter Rubeck
Peter Rubeck (* 28. Dezember 1961 in Zweibrücken) ist ein ehemaliger deutscher Fußballspieler und heutiger Trainer.

## Karriere

### Als Spieler
Bereits als junger Spieler (1979/80) kam Peter Rubeck im Trikot des 1. FC Saarbrücken zu drei Einsätzen in der 2. Bundesliga, die allerdings auch seine einzigen im Profifußball blieben. Von 1980 bis 1986 spielte er in der damals drittklassigen Oberliga Südwest für den FC 08 Homburg und Eintracht Trier. Mit Eintracht Trier wurde er 1987 Südwestmeister, scheiterte mit seinem Verein dann jedoch in der Aufstiegsrunde zur 2. Bundesliga gegen die Offenbacher Kickers, den SV Sandhausen und die Spvgg Bayreuth. 1988 verließ er die Eintracht und schloss sich dem in der Verbandsliga spielenden Verein FC Bayern Alzenau an. Ab 1990 war er in der Oberliga für die SG Hoechst aktiv. Es folgte ein Wechsel zum FSV Saarwellingen. Während seiner Zeit in Trier war er, ebenso wie nach einem Engagement bei Borussia Neunkirchen, im dortigen Brüderkrankenhaus beschäftigt.

### Als Trainer
Der SV Holz war für drei Jahre seine erste Spielertrainerstation. Dort gelang ihm mit der Mannschaft der Aufstieg in die Verbandsliga Saar. Nach einer weiteren Spielertrainer-Tätigkeit beim SV Rohrbach (1993 bis 1995), bei der er parallel als Spielerbeobachter für den FC Homburg wirkte, kam er 1996 auch als Trainer zum FC 08 Homburg. Dort trainierte er mindestens in der Spielzeit 1996/97 die Amateure in der Landesliga Saar. Begleitend kickte er noch in der AH-Mannschaft der Homburger und kam ab und an bei Personalmangel bei der in der A-Klasse spielenden dritten Mannschaft zum Einsatz. In jener Zeit lebte er mit Frau und Sohn in Gersheim und arbeitete nebenbei in der Patientenverwaltung des Kreiskrankenhauses Völklingen als kaufmännischer Angestellter. Im Dezember 1998 wurde er bei den Homburgern Trainer der Regionalliga-Mannschaft. Für die Saison 1999/2000 erhielt der Verein keine Lizenz für die Regionalliga, sodass man in der Oberliga antreten musste. Während seiner Amtszeit beim FC Homburg wechselte der spätere Nationalspieler Miroslav Klose zum FCH. Rubeck gilt daher als der „Entdecker“ des Stürmers. Im November 2001 übernahm er die Trainingsleitung bei Wormatia Worms, um den Verein nach Saisonende Richtung SG Holz-Kutzhof zu verlassen. Auch dort blieb er nicht lange.
Im Jahr 2002 übernahm er den pfälzischen Oberligisten SV Weingarten. Mit dem SVW verfehlte er 2003/04 nur knapp die Oberliga-Meisterschaft und trat am ersten Spieltag der Folgesaison zurück. Wie kurz danach bekannt wurde spielten bei dieser Entscheidung auch verzögerte Gehaltszahlungen, von denen sowohl Spieler als auch Trainer betroffen waren, eine Rolle. Der Verein war indes ein Jahr später insolvent.
Für Rubeck folgten die Stationen SG Rieschweiler und TuS Hohenecken, ehe er 2007 das Traineramt beim SVN Zweibrücken (bis 2009: SV Niederauerbach) übernahm. Mit dem SVN erreichte Rubeck 2008 den Aufstieg in die Oberliga Südwest. 2011 gewann man den SWFV-Verbandspokal, der zur Teilnahme am DFB-Pokal berechtigt. Dort unterlag man in der 1. Runde dem Bundesligisten 1. FSV Mainz 05 mit 1:2 nach Verlängerung. 2013 erreichte er mit dem SVN Zweibrücken den Aufstieg in die Regionalliga Südwest.
Mitte Mai 2014 wurde bekanntgegeben, dass Rubeck den SVN verlässt und ab Saisonbeginn 2014/15 den Ligakonkurrenten Eintracht Trier als Cheftrainer betreuen wird. Dort erhielt er zunächst einen Vertrag bis 2015. Im September 2016 wurde die Zusammenarbeit nach einem schwachen Start in die Saison 2016/17 beendet. Nur zwei Monate später heuerte Rubeck beim SC Hauenstein an und wechselte im Sommer 2017 zum FSV Salmrohr, wo er nach nur vier Monaten am 27. Oktober entlassen wurde.
Im Dezember 2017 wurde vermeldet, das Rubeck zur Saison 2018/19 als Trainer des saarländischen Verbandsligisten SG Ballweiler-Wecklingen-Wolfersheim fungiert. Dann folgte im Sommer 2021 der Wechsel zum TSC Zweibrücken und für die Saison 2022/2023 unterschrieb Rubeck beim Saarlandligisten Borussia Neunkirchen. Dort trat er bereits Ende September aus gesundheitlichen Gründen zurück.